# خئوپس انترتینمنت
خئوپس اینترتینمنت (انگلیسی: Kheops Studio) شرکت بازی ویدئویی فرانسوی است، که در سال ۲۰۰۳ تأسیس شد.